# Саджан Пракаш
Саджан Пракаш (14 вересня 1993) — індійський плавець.
Переможець Азійських ігор 2016 року.